# Collegiata di Santa Maria Assunta (Otricoli)
La collegiata di Santa Maria Assunta è la parrocchiale di Otricoli, in provincia di Terni e diocesi di Terni-Narni-Amelia; fa parte della forania di Narni. 

## Storia
La parte più antica risale al VII secolo, quando venne edificata in stile romanico, mentre l'edificio attuale è perlopiù risalente al XII secolo, poi rimaneggiato nel corso del tempo.

## Galleria d'immagini

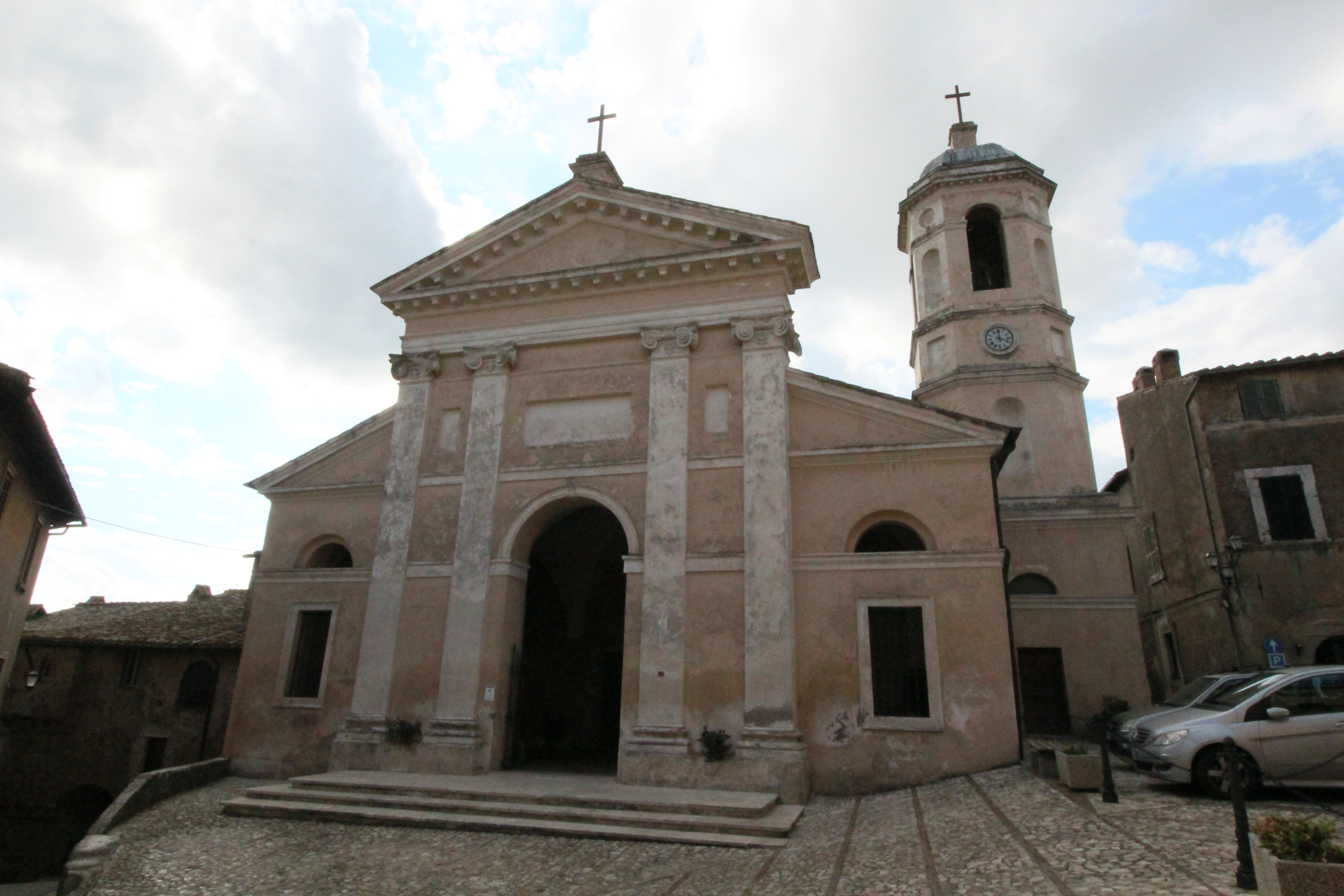
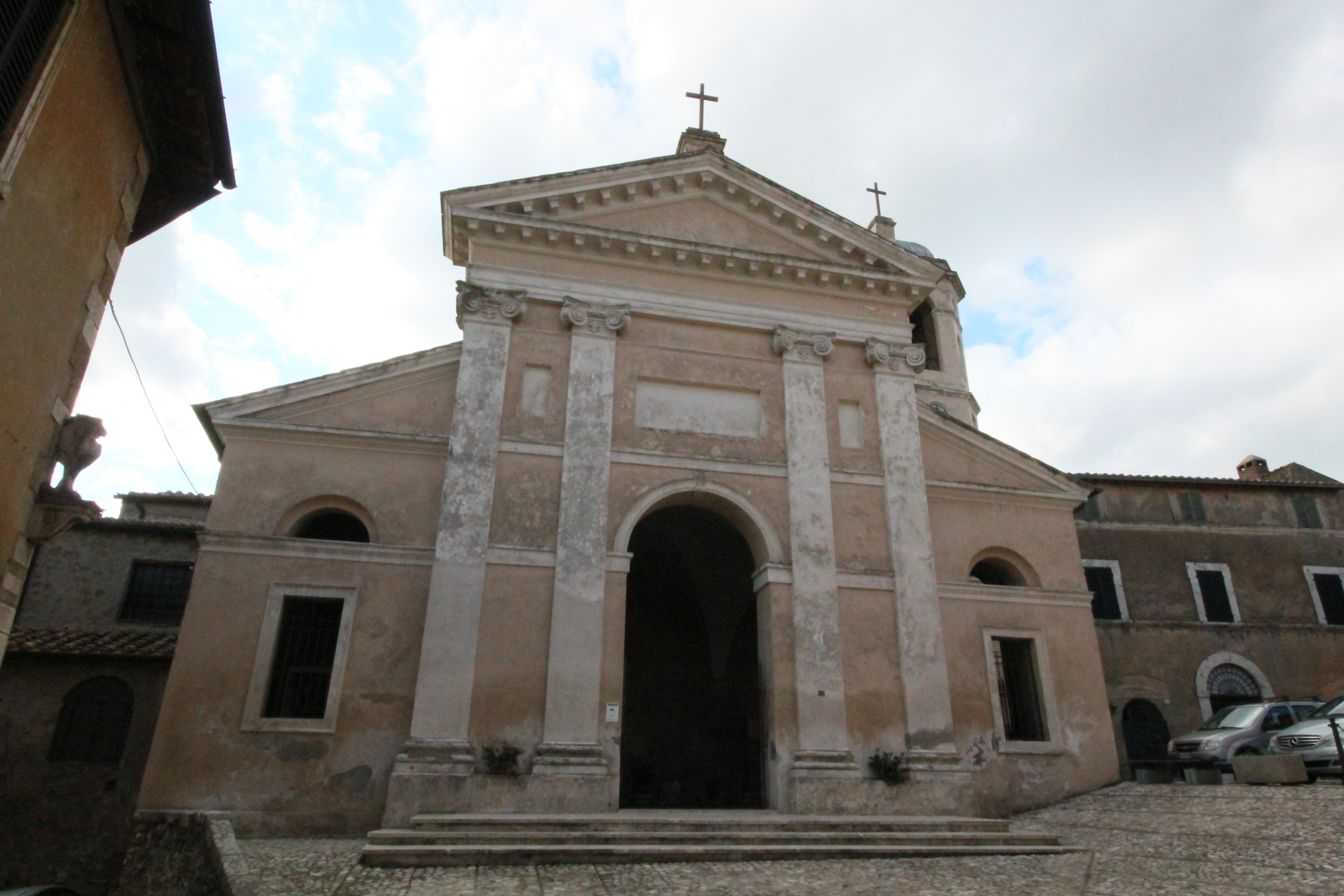
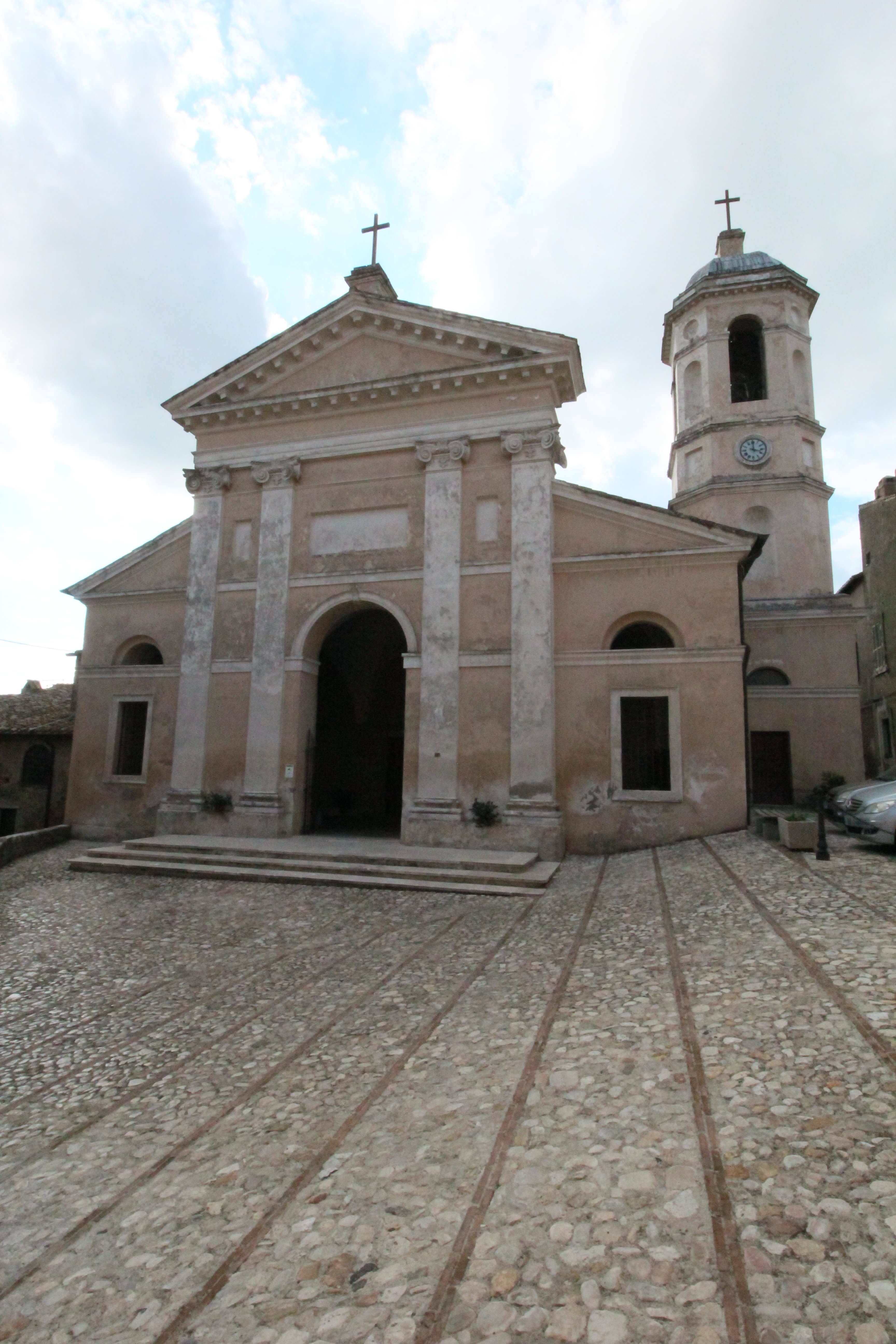
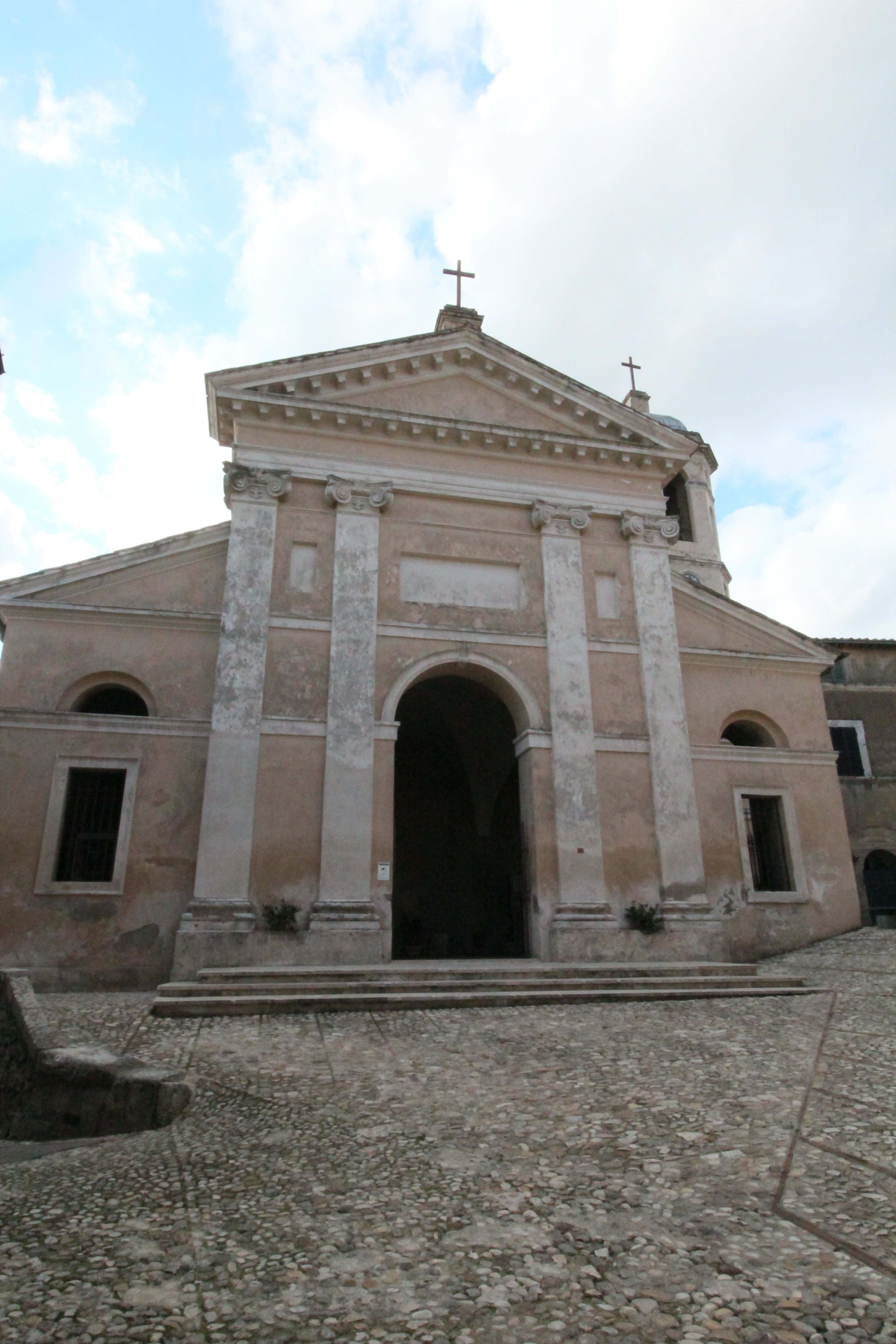
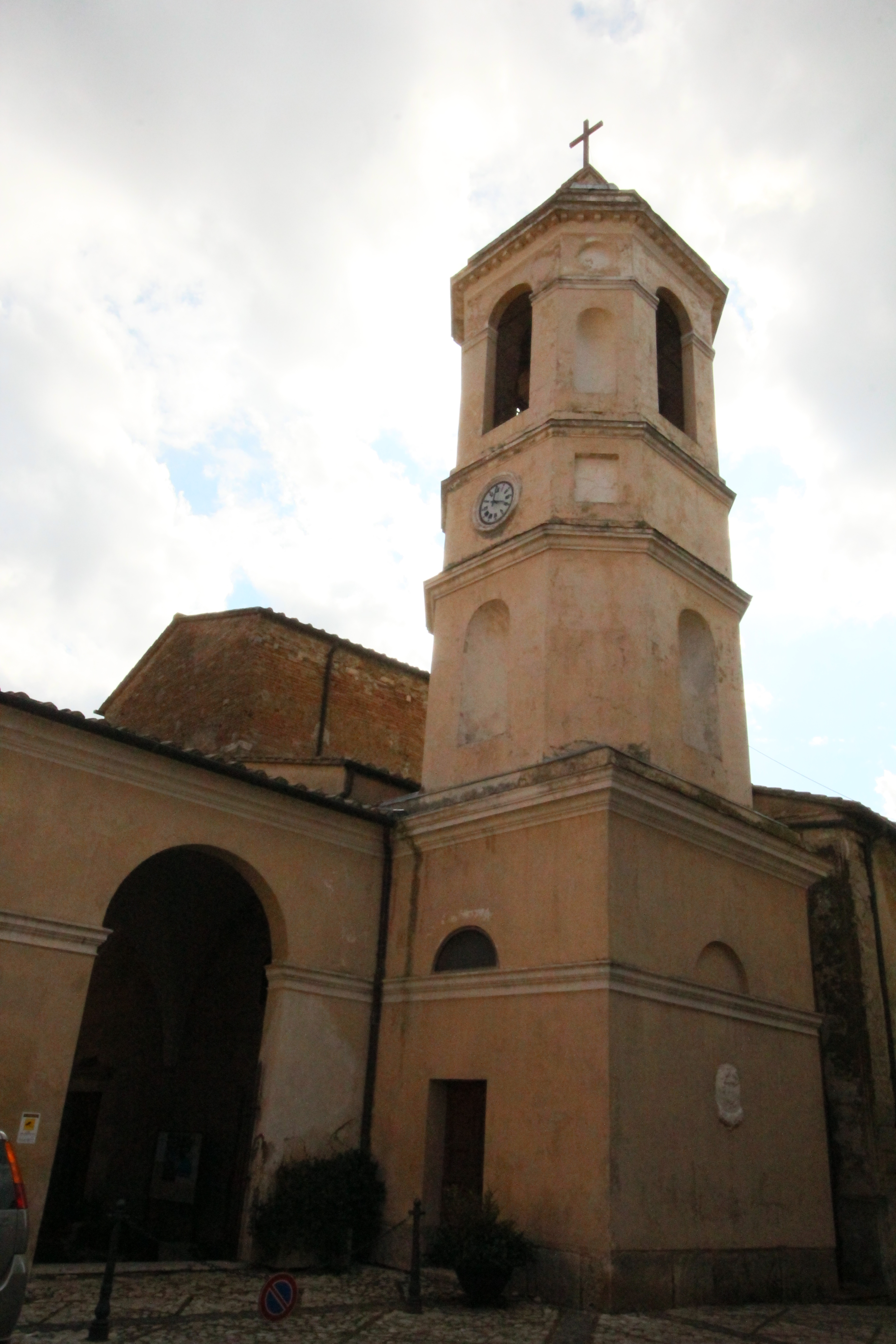
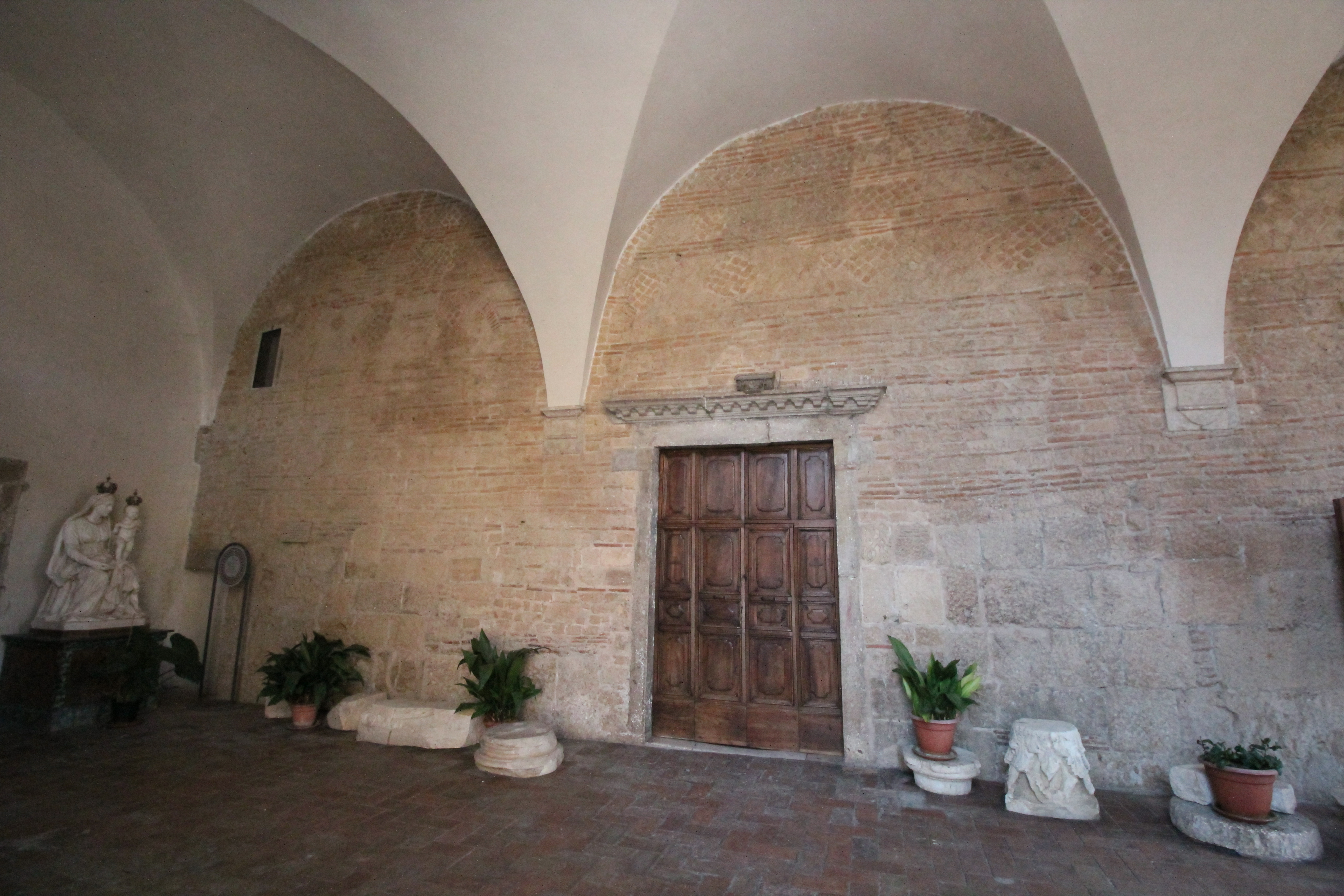